# Geranium texanum
Geranium texanum là một loài thực vật có hoa trong họ Mỏ hạc. Loài này được (Trel.) A.Heller mô tả khoa học đầu tiên năm 1898.